# Diecezja Huesca
Diecezja Huesca (łac. Dioecesis Oscensis) – diecezja Kościoła rzymskokatolickiego w Hiszpanii. Diecezja znajduje się unii in persona episcopi z diecezją Jaca.